# Volutinae
Volutinae zijn een onderfamilie van weekdieren uit de klasse van de Gastropoda (slakken).

## Taxonomie
De volgende taxa worden bij de onderfamilie ingedeeld:
- Tribus Lyriini Pilsbry & Olsson, 1954
  - Geslacht Callipara Gray, 1847
  - Geslacht Enaeta H. Adams & A. Adams, 1853
  - Geslacht Falsilyria Pilsbry & Olsson, 1954 †
  - Geslacht Harpulina Dall, 1906
  - Geslacht Leptoscapha P. Fischer, 1883 †
  - Geslacht Lyria Gray, 1847
- Trbus Volutini Rafinesque, 1815
  - Geslacht Voluta Linnaeus, 1758
  - Geslacht Woodsivoluta Pilsbry & Olsson, 1954 †

### Synoniemen
- Dallivoluta Okutani, 1982 => Lyria Gray, 1847
- Festilyria Pilsbry & Olsson, 1954 => Callipara (Festilyria) Pilsbry & Olsson, 1954 => Callipara Gray, 1847
- Harpella Gray, 1858 => Lyria Gray, 1847
- Indolyria Bail & Poppe, 2001 => Lyria (Indolyria) Bail & Poppe, 2001 => Lyria Gray, 1847
- Lyreneta Iredale, 1937 => Lyria Gray, 1847
- Mitraelyria Bail & Poppe, 2001 => Lyria (Mitraelyria) Bail & Poppe, 2001 => Lyria Gray, 1847
- Otocheilus Conrad, 1865 † => Lyria Gray, 1847
- Simililyria Bail & Poppe, 2001 => Callipara (Simililyria) Bail & Poppe, 2001 => Callipara Gray, 1847
- Similyria [sic] => Simililyria Bail & Poppe, 2001 => Callipara (Simililyria) Bail & Poppe, 2001 => Callipara Gray, 1847
- Chlorosina Gray, 1858 => Voluta Linnaeus, 1758
- Harpula Swainson, 1831 => Voluta Linnaeus, 1758
- Musica Gray, 1847 => Voluta Linnaeus, 1758
- Plejona Röding, 1798 => Voluta Linnaeus, 1758